# Peter Olivier
Peter Olivier is een personage uit de Vlaamse soapserie Wittekerke dat werd gespeeld door Alex Van Haecke. Hij maakte zijn opwachting in seizoen 5 en bleef tot het einde van de serie, van 1997 tot 2008.

## Personage
Olivier werkt bij de gerechtelijke politie. Hij ergert zich aan het feit dat hij zo vaak naar Wittekerke moet komen door de vele moorden en problemen aldaar. Hij houdt van harde ondervragingstechnieken en hij is niet vergefelijk gezind. Hij kan goed opschieten met Georges

## Familie
- Tom Olivier (neef)